# Mechanicsburg (Ohio)
Mechanicsburg – wieś w Stanach Zjednoczonych, w stanie Ohio, w hrabstwie Champaign.